# Mohammed Zia-ul-Haq

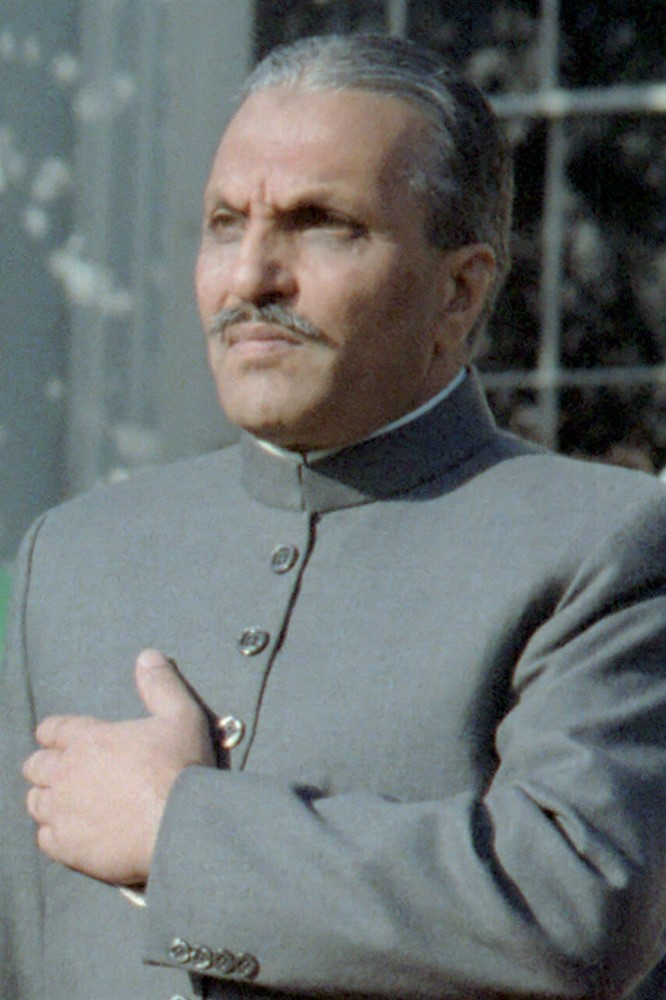
Mohammed Zia-ul-Haq (1982)

General Mohammed Zia-ul-Haq (Urdu محمد ضیاء الحق‎; * 12. August 1924 in Jalandhar, Punjab; † 17. August 1988 in Bahawalpur, Pakistan) war ein pakistanischer Militär und Politiker. Er regierte Pakistan zwischen 1977 und 1988.

## Leben
Zia-ul-Haq war der zweite Sohn eines Lehrers namens Mohammed Akram. Seine Schulausbildung erfolgte in Shimla und anschließend in Delhi. 1943 war er in der British Indian Army im Zweiten Weltkrieg. Als Pakistan die Unabhängigkeit von Indien erreichte, wurde er Major in der pakistanischen Armee. Zwischen 1962 und 1964 wurde er in den Vereinigten Staaten ausgebildet und kam zwischen 1967 und 1970 nach Jordanien, um jordanische Soldaten auszubilden. Am 1. April 1976 wurde Zia-ul-Haq von Premierminister Zulfikar Ali Bhutto zum Stabschef der Armee befördert.
Am 5. Juli 1977 führte Zia-ul-Haq einen Militärputsch gegen Bhuttos Regierung an und rief sofort das Kriegsrecht aus. Er versprach allgemeine Wahlen innerhalb dreier Monate. Bhutto wurde schließlich freigesprochen, blieb aber so populär, dass er die versprochene Volksabstimmung hätte gewinnen können. Demzufolge verschob Zia-ul-Haq die Wahlen und strengte einen Prozess gegen die Bhutto-Führung (PPP) an. Bhutto wurde verurteilt und am 4. April 1979 hingerichtet.
Kurz nach seiner Machtübernahme erklärte Zia-ul-Haq, er wolle ein islamisches System (nizam islami) errichten. Er bewirkte eine umfassende Islamisierung des öffentlichen Lebens, der Politik und des Justizsystems. So führte er mit den Hudood Ordinances islamische Hadd-Strafen wieder ein – wie zum Beispiel das Handabhacken bei Diebstahl oder die  Steinigung bei Ehebruch – und wurde so zum Vorreiter des weltweiten Trends zur Wiedereinführung der Scharia.
In den 1980er Jahren beschloss Zia-ul-Haq, doch Wahlen abhalten zu lassen, doch die im Dezember 1984 erfolgte Volksabstimmung war umstritten, weil man eine Stimme für den Islam mit einer Stimme für Zia-ul-Haq gleichsetzte. Zia-ul-Haq gewann die Wahl mit einer 95%igen Mehrheit und wurde für weitere fünf Jahre Präsident von Pakistan.
Anfang 1988 deuteten Gerüchte auf einen Streit zwischen Zia-ul-Haq und dem 1985 eingesetzten Premierminister Muhammad Khan Junejo hin. Zia-ul-Haq lehnte demnach eine Teilung der Macht ab. Am 29. Mai 1988 wurde die Regierung aufgelöst und der Regierungschef nach Art. 58(2)b der neuen Bundesverfassung entlassen.
Nach elf Jahren an der Macht versprach Zia-ul-Haq wiederum Wahlen innerhalb von 90 Tagen, doch zu dieser Zeit war seine Popularität auf einen neuen Tiefpunkt gesunken. Die Wahlen wurden verschoben, doch bevor sie stattfinden konnten, starb Zia-ul-Haq am 17. August 1988 an Bord einer Lockheed C-130 der pakistanischen Luftwaffe (PAF), die kurz nach dem Start vom Flughafen Bahawalpur abstürzte. Ob dies ein Unfall oder ein Attentat war, ist bis heute ungeklärt.
Fred Burton, ein ehemaliger stellvertretender Leiter des Diplomatic Security Service des US-amerikanischen Außenministeriums, war nach eigenen Angaben an den Ermittlungen zum Absturz beteiligt. In seinen Memoiren gibt er an, dass US-amerikanische Untersuchungen Spuren von Nervengas und geringe Sprengstoffrückstände an Wrackteilen nachgewiesen hätten. Man habe daraus geschlussfolgert, dass der Sprengstoff von einem Öffnungsmechanismus eines Nervengasbehälters im Cockpitbereich stammen könnte. Das Nervengas habe die Piloten innerhalb kürzester Zeit getötet, was das Flugverhalten der Maschine vor dem Absturz und das Fehlen eines Notrufs erklären würde. Er bezeichnet den KGB als einzigen Akteur, der die für den Anschlag notwendigen Fähigkeiten und ein plausibles Motiv gehabt habe.

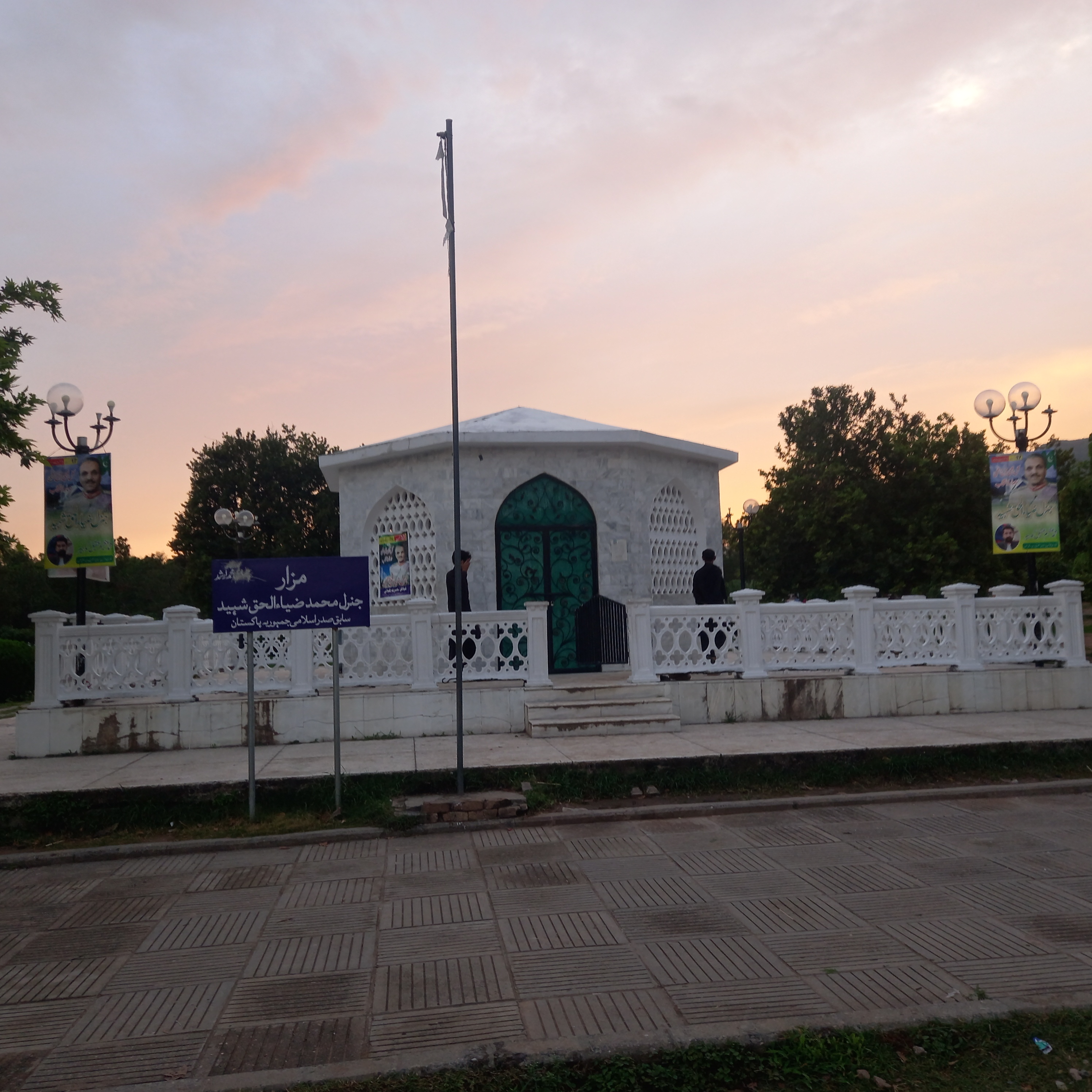
Das Mausoleum von Mohammed Zia-ul-Haq auf dem Gelände der Faisal-Moschee in Islamabad

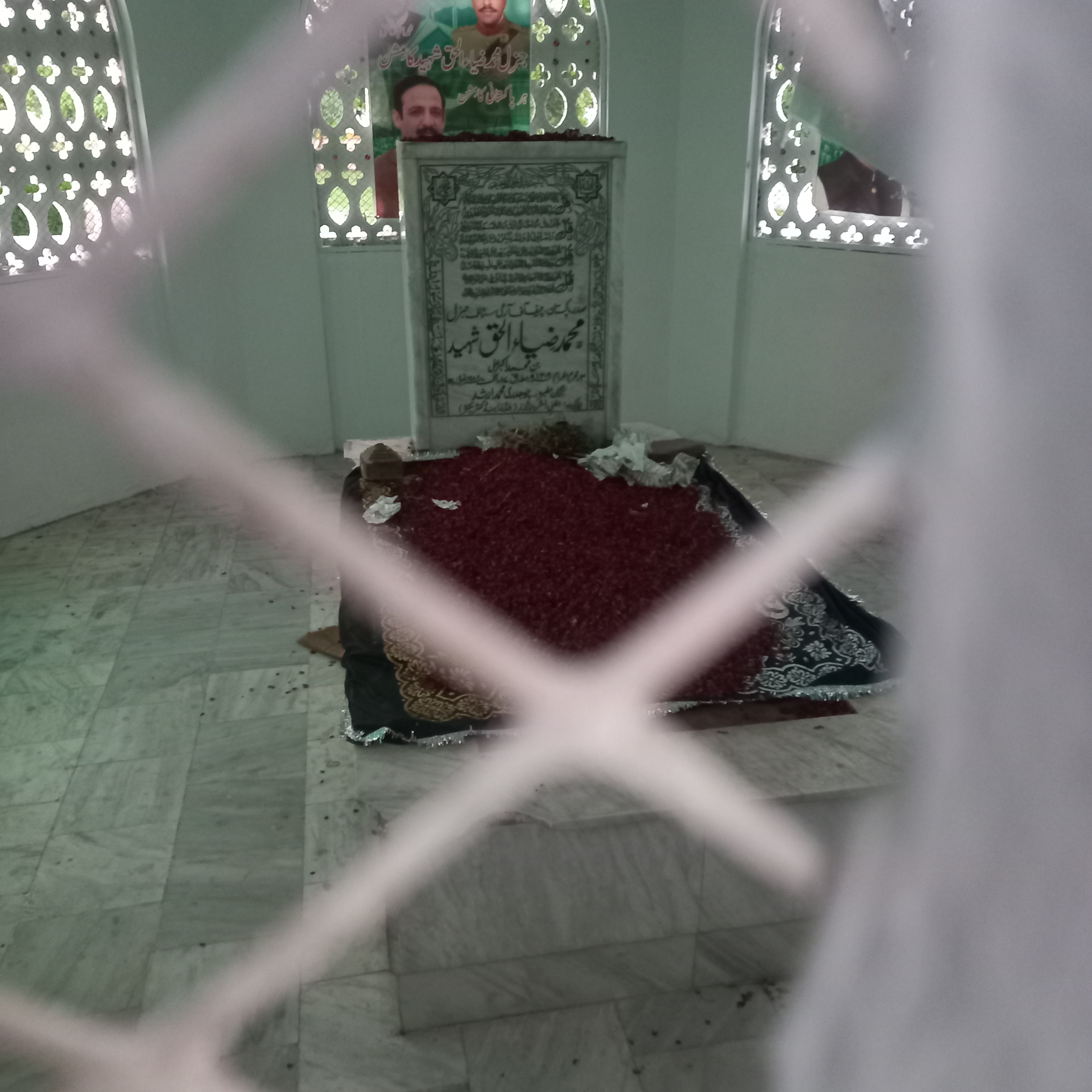
Das Grab von Mohammed Zia-ul-Haq

Die Tochter Zulfikar Ali Bhuttos, Benazir Bhutto, machte Anhänger Zia-ul-Haqs für einen Anschlag auf sie im Oktober 2007 verantwortlich. Wenige Wochen später, am 27. Dezember 2007, wurde sie ermordet.

## Bücher
- Eine Kiste explodierender Mangos (Original: A Case of Exploding Mangoes) von Mohammed Hanif (Autor), Ursula Gräfe (Übersetzer), ISBN 3-940666-06-8. Satire auf das diktatorische System Pakistans.